# Фолгоза (Майа)
Фолгоза (порт. Folgosa) — район (фрегезия) в Португалии, входит в округ Порту. Является составной частью муниципалитета Майа. Находится в составе крупной городской агломерации Большой Порту. По старому административному делению входил в провинцию Дору-Литорал. Входит в экономико-статистический субрегион Большой Порту, который входит в Северный регион. Население составляет 3603 человека на 2001 год. Занимает площадь 10,30 км².
Покровителем района считается Иисус Христос (порт. São Salvador).